# Недря Тетяна Володимирівна
Тетя́на Володи́мирівна Не́дря (нар. 1 листопада 1955, Кам'янець-Подільський) — український краєзнавець.

## Біографічні відомості
Здобула вищу технічну освіту. З юних років займається активним туризмом — гірським, водним, пішохідним, а також спелеотуризмом. Брала участь у категорійних походах Кавказом, Карпатами.
Працює в Кам'янці-Подільському на станції юних туристів (керівник туристичних гуртків). Розробила марштрут «Подорожі за легендами Тамари Сис-Бистрицької», метою якого було знайти матеріальні ознаки легенд на місцевості (в Кам'янець-Подільському та Чемеровецькому районах). Перша дводенна подорож проходила маршрутом Княгинин — Нагоряни — Слобідка-Рихтівська — Рихта. Під час другого триденного походу діти відвідали селища міського типу Смотрич та села Карачківці, Черче, Залуччя, Нігин. Третій маршрут проліг від Колодіївки до Устя.
Автор туристичного путівника «Печери Поділля» (2010), співавтор (з Наталією Галагодзою) путівника «Кривче: Замок. Печера Кришталева» (2010) із серії «Тур вихідного дня».
Автор низки публікацій на сайті «Музейний простір України».